# Batracomorphus atrifrons
Batracomorphus atrifrons är en insektsart som beskrevs av Metcalf 1946. Batracomorphus atrifrons ingår i släktet Batracomorphus och familjen dvärgstritar. Inga underarter finns listade i Catalogue of Life.